# Sedile (architettura)

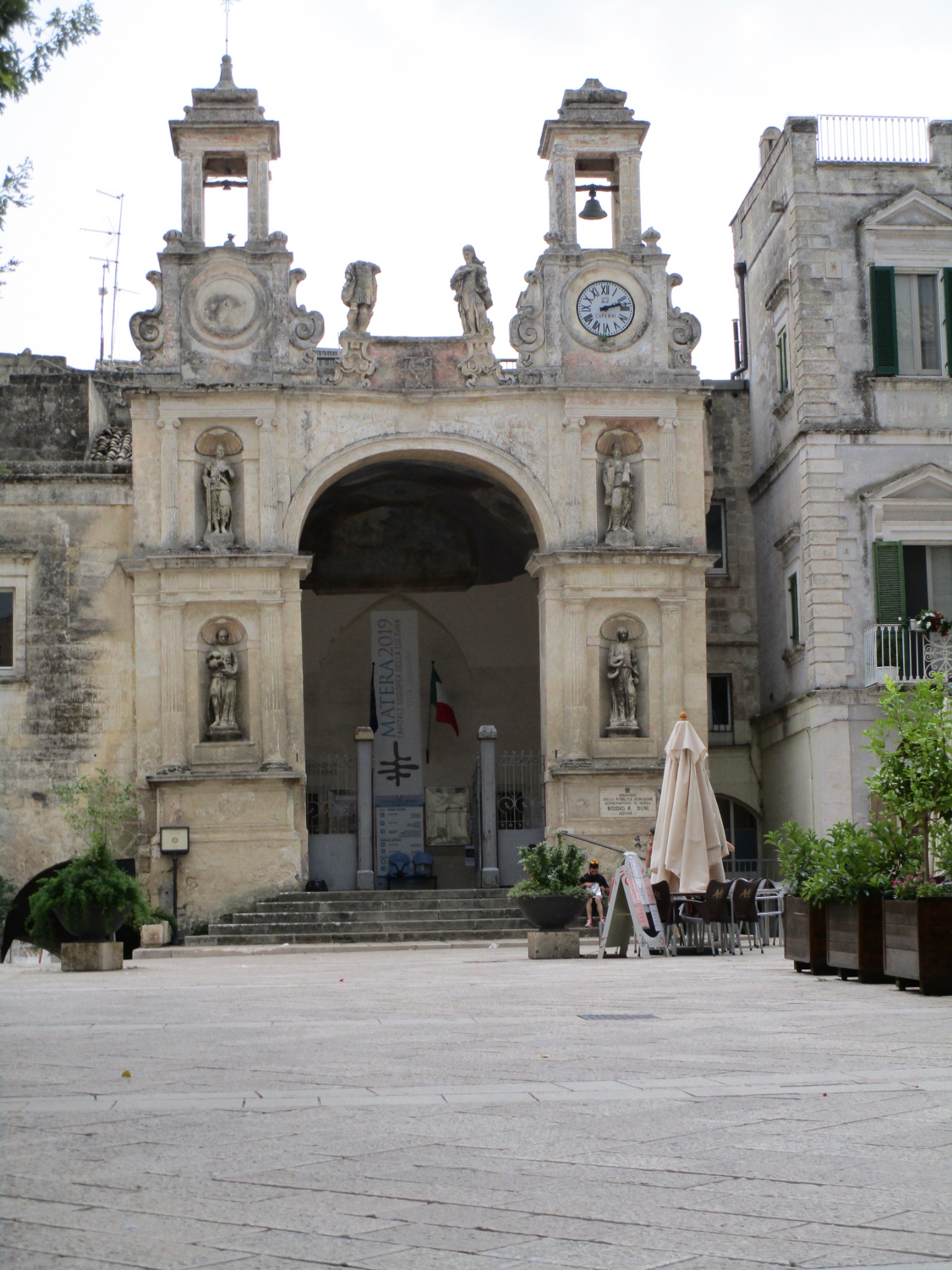
Il Palazzo del Sedile di Matera

Il Palazzo del Sedile, o del Seggio, in architettura, è un edificio, presente in alcune città dell’Italia meridionale, in cui si svolgevano le riunioni del consiglio nobiliare per l'amministrazione cittadina.
A livello semantico, i termini “sedile” e “seggio” (deriv. di “sedere”) sono da considerarsi in riferimento a quello di “soglio” e descrivono, dunque, il luogo in cui siede chi riveste il ruolo di funzionario, dignitario o di alta autorità.
La tipologia architettonica si rifà alle costruzioni di carattere onorario degli archi quadrifronti romani, come l’arco di Settimo Severo a Leptis Magna o l’arco di Marco Aurelio a Tripoli, e consiste in un tetrapilo con una sala centrale coperta a volta o a cupola e rialzata di qualche gradino. In altri casi le riunioni del consiglio erano svolte in edifici palazziati con funzione amministrativa, come nel caso del Sedile di Francavilla Fontana.
Queste costruzioni si sviluppano soprattutto a Napoli dal XIII secolo e nel XVI secolo nel resto delle regioni del Regno, sorgendo in corrispondenza della piazza o delle piazze principali della città e provviste, in diversi casi, di torre civica.
Con l'abolizione dei Sedili nel 1800, tramite un decreto del re Ferdinando IV di Borbone, questi edifici persero il loro ruolo amministrativo e vennero quindi demoliti o rifunzionalizzati.

## Esempi di Sedile
Sedili in Basilicata
- Sedile di Maggio - Matera
- Sedile di Città - Potenza (demolito)

Sedili in Calabria
- Sedile della Nobiltà - Cosenza
- Sedile Portercole - Tropea

Sedili in Campania
- Seggio di Piazza Grande - Ariano (demolito)
- Seggio di Piazza Ferrara - Ariano (demolito)
- Sedile di San Luigi - Aversa
- Sedile Universitatis - Morcone
- Sedili di Napoli (demoliti)
- Sedile di Porto - Pozzuoli
- Sedili di Salerno (demoliti)
- Sedile di San Matteo - Sessa
- Sedil Dominova - Sorrento
- Sedile di Porta - Sorrento

Sedili nel Lazio meridionale
- Sedili di Gaeta

Sedili in Puglia
- Sedile di Bari
- Sedile di Barletta (demolito)
- Sedile di Bitetto
- Sedile di Brindisi (demolito)
- Sedile di Cannole
- Sedile di Casarano
- Sedile di Francavilla Fontana
- Sedile di Galatina
- Sedile di Galatone
- Sedile di Ginosa (demolito)
- Sedile di Lecce
- Sedile di Loseto
- Sedile di Modugno
- Sedile di Nardò
- Sedile di Oria
- Sedile di Poggiardo
- Sedile di Rocchetta Sant’Antonio
- Sedile di Scorrano
- Sedile di Soleto
- Sedili di Trani
- Sedile di Vieste